# زهرة حلب (فلم)
زهرة حلب فيلم تونسي عٌرض سنة 2016، تأليف وإخراج: رضا الباهي، شارك في بطولة الفيلم كل من هند صبري، باديس الباهي، هشام رستم، محمد علي بن جمعة، ريا العجيمي، وبسام لطفي.

## قصة الفيلم
يطرح الفيلم موضوع تسفير الشباب من أجل الجهاد في سوريا، من خلال قصة أم تونسية تدعى «سلمى» (هند صبري) حيث تعمل ممرضة، تزوجت صغيرة السن، تعيش مع ابنها الشاب «مراد» (باديس الباهي) الذي تطرف دينيا بعد دوامة نفسية عاشها وقرر السفر للجهاد في سوريا.
تقرر «سلمى» خوض رحلة للانضمام إلى جبهة النصرة للبحث عن ابنها وتنظم كمجاهدة على أمل أن تجد «مراد» وتعيده لحياته الطبيعية لكنها تقع أسيرة على أيدي تنظيم إرهابي.

## بطولة
- هند صبري في دور سلمى
- باديس الباهي في دور مراد
- هشام رستم في دور هشام
- بسام لطفي في دورأبو الوليد
- محمد علي بن جمعة في دورنزار
- ريا العجيمي في دورريم
- جهاد الزغبي في دورأبو فراس

## روابط خارجية
- مقالات تستعمل روابط فنية بلا صلة مع ويكي بيانات